# Беден
Беден е село в Южна България. То се намира в община Девин, област Смолян.

## География, име, население
Село Беден се намира в Средните Родопи, на южен склон на рида Чернатица, над Широколъшка река. Официалното име Беден отговаря по звучене на оригиналното Бядън, с гръцко име на крепостта Μπεάδνος (Беаднос) (Цончев 1963) на Сухи връх над селото (1472 м), а думата bedèn на турски означава крепостна стена. Сухи връх е на скалист гребен, който се разлива в широко било – Градище. Под върха е местността Брязво (Брезово) – място на старото селище от късната античност и средновековието. На долния край на Брязво са двата хълма Малката чорква и Голямата чорква. А под тях е съвременното село. Под селото на 3 км е Широколъшка река и до нея се намират известните още в древността Беденски минерални бани. Населението на селото варира в историята и достига максимума си през 70-те години на XX в. – над 1300 жители в повече от 350 къщи. Към момента (2023) тук живеят около 200 жители. Диалектът е запазил старославянска фонетика и лексика, паралели на които намираме в други славянски езици (Меракова 1993).

## История
Село Беден съществува от векове. В османски данъчен регистър от 1576 г. намираме: „Село Бедан – Стою Радослав; Станил Георги, Велико Георги, Вълчо Димо, Хубчо Братослав, Димитри Вълчо, Дургут, син на Абдулах“.  Там е пояснено: „Нашият документ потвърждава, че селището се наричало Бедан, което можем да свържем със средновековното му име, а Беден е по-късна отурчена форма.“  В Родопите живеело тракийското племе беси. След тях тук се заселили славяни от племето рупци. Рупчос става основно име на областта (нахията)  по време на Османското владичество, а населението е отбелязвано в регистрите като „рупчозлии“. Селището отначало е било на високата равнина в Брязво (а също и на Равне). Преместването му става поради липсата на питейна вода. Открити са следи от засипан кладенец. Едни поемат на изток и се заселват в тучна долина донасяйки името Брезе. Другите се заселват надолу под черквите. От османските данъчни регистри (дефтери) става ясно, че местните хора са били данъкоплатци, а не закрепостени. В дефтерите от 1515, 1569, 1576 са посочени земи, зърнени храни, воденици, вино, овце. В регистъра от 1569 г. се дават още две имена на селото: Градè и Вòдане, явно по името на старото селище Градище и по минералните бани. (Р. Ковачев, преводач, 2006).
Беден е наследник на средновековната крепост Бядън, чиито останки се намират на Сухи връх. Бядън е спомената на гръцки като Μπέαδνος (Бяднос) от Йоан Кантакузин в средата на 14 век като една от деветте родопски крепости, предадени от императрица Анна Савойска на българския цар Иван Александър заради обещаната българска помощ във войната срещу Кантакузин.
С името Беден селото се споменава за пръв път в турски регистър от 1515 г. В документ от главното мюфтийство в Истанбул, изброяващ вакъфите в Княжество България, допринасяли в полза на ислямските религиозни, образователни и благотворителни институции в периода 16 век – 1920 г., съставен в периода от 15 септември 1920 г. до 3 септември 1921 г., като вакъфско село се споменава и Беден (Beden).

### Археология
През 1959 г. в селото е открит средновековен християнски некропол от XI – XII в., а в землището му – следи от светилище на тракийския Херос, от антично селище и некропол от IV в., както и останки от манастир, разрушен през XVII в. В района на Беден след това са открити цял ред антични и средновековни некрополи със стотици гробове, с много керамика и най-различни украшения, някои като в столиците Плиска и Преслав.  През 1965 г. е намерен скелет на жена с гривни, обеци и разкошна диадема. Откривани са римски, византийски и български монети от времето на Иван Александър.

#### Тракийският шлем от Беден
Тракийският шлем е открит в местността Голямата чорква през пролетта на 1972 г. при прокопаването на канали за напояване. В пръстта от насипа се откриват частите на шлема и шест бронзови торкви (шийни гривни), с част от човешки череп. Броят на торквите свидетелства за високото положение във военната йерархия на техния носител (Дамянов 1998).
През юли 2006 г. на Сухи връх са проведени частични разкопки под ръководството на археолозите от Смолянския музей Дамян Дамянов и Николай Бояджиев. 

#### Крепостта Бядън и праистория
Стратиграфията на археологическият обект свидетелства  за съществуването  през различните  епохи на:
"– укрепено убежище с няколко жилища от късната каменно-медна и вероятно ранно бронзова епоха; – тракийско светилище през късната бронзова епоха (ХVІ–ХІІ в. пр.Хр.); – тракийска крепост и светилище от ранножелязната епоха ( ХІІ–VІ в.пр.Хр); – тракийско светилище от късната желязна епоха (VІ в.пр.Хр.– І в. сл. Хр.) – военна византийска крепост през VІ в.; –      българска крепост – ХІІІ–ХІV в".
Върхът е и култово, и стратегическо място, затова е използван през каменно-медната и къснобронзовата, желязната и античната епоха (Дамянов 2007). Тук е престроена и използвана от византийците, превзета от славяните и след векове отново византийска и българска крепост (по всяка вероятност Беаднос). Сред откритите през 2006 г. артефакти са: каменна тесла, нож, питоси, хромел, много керамика от различни периоди.
1. През късния енеолит на върха вероятно е съществувало жилище, а може би и няколко жилища. За сега фрагментите от енеолитна керамика са малобройни. Следи от жилищни стени или от укрепление не са открити.
2. Вторият период на осезателно присъствие на върха е през къснобронзовата и ранно-желязната епохи, когато тук явно функционира светилище (на връх), без архитектура. От това време, през тази година също не бяха намерени доказателства за укрепяване на върха.
3. Третият период е през ІІ – ІV в., когато на Сухия връх е изградена култова сграда.
4. През VІ в. византийската империя изгражда военна крепост, с площ 500 кв. м, поддържана вероятно от гарнизон, който е контролирал комуникацията по пътя, свързващ два от трансродопските пътища от Тракийската низина до Беломорското крайбрежие. 
5. Последният период от съществуването на крепостта обхваща ХІІІ – ХІV в., когато тя вероятно функционира като феодален замък. Към този период може да се причисли изграждането и повторното възстановяване на отбранителната кула пред източния вход на крепостта. 
Каменен път води от входа на източната стена по хребета към Градище, източно от крепостта, където се вижда обла тракийска могила. Според Дамянов и Бояджиев пътят е връзка между Централния и Източния среднородопски пътища с направление север-юг и свързващи Филипопол с градовете по Беломорското крайбрежие. Целта на тази система е била да охранява пътищата – главни и локални, да поддържа съобщенията по тях и да предоставя защита (убежище) на местното население при военни действия, което от своя страна поддържало крепостите и осигурявало военния гарнизон. Уникални за Беден и Подвис са квадратните крепостни кули пред входовете им (пак там).
През османското владичество в България Беден е голямо село и административно принадлежи към Татарпазарджишката кааза. През 1872 г. в селото има 80 къщи. От 1878 до 1886 г. то попада в т. нар. Тъмръшка република. През 1920 г. в селото живеят 774 души, през 1946 – 1023 души, а през 1965 – 1037 души.  Според Българо-турската спогодба от 1886 г. селото остава към Турция. Влиза в България по силата на Букурещкия мирен договор 1913 г.
Подробна селищна монография за историята и културата на село Беден с автор проф. Сергей Герджиков е издадена през 2005 г.: под заглавие Богатствата на Бедан Архив на оригинала от 2024-04-14 в Wayback Machine..